# Major League Baseball
Major League Baseball (MLB) je najviši rang profesionalnog bejzbola u Sjedinjenim Državama i Kanadi, te je to također organizacija koja upravlja dvjema najjačim bejzbolskim ligama - Američkoj ligi (American League) (osnovanoj 1901.) i Nacionalnoj ligi (National League) (osnovanoj 1876.) koje okupljaju 30 momčadi. Uz American i National League još je nekoliko liga imalo status major (glavne) lige, a posljednja takva je bila Federal League (Federalna liga) 1915. godine. 

Za godinu osnivanja Major League Baseball uzimaju se tri godine i to: 
- 1869. - godina osnivanja prvog profesionalnog bejzbol kluba - Cincinnati Red Stockings;
- 1876. - prva sezona National League  (između 1871. i 1875. je postojala National Association, poluprofesionalna liga koja se također smatra major ligom)
- 1903. - godina potpisivanja dokumenta National Agreement između vodstava American i National League, kao i godina prvog izdanja World Series

## Organizacija lige
Major League Baseball se sastoji od dvije lige - American Leaguea i National Leaguea, po 15 momčadi u svakoj. Te lige su podijeljene na tri divizije naziva East (Istok), Central (Središnja) i West (Zapad). Podjela na tri divizije po ligi je uvedena 1994., dok su prethodno između 1969. i 1993. lige bile podijeljene u dvije divizije - East i West. Do 1968. nijedna od major liga nije bila podijeljena u divizije. Do 1997. su se klubovi iz American i National lige međusobno susretali samo u velikom finalu - World Series, a od tada se susreću i u regularnoj sezoni u tzv. interleague play.

## Struktura sezone
Tradicionalno se sezona u MLB-u može podijeliti u četiri dijela:
- proljetni trening (spring training)
- regularna sezona
- All-Star Game
- Posezona (post-season)

### Proljetni trening
Proljetni trening (spring training) je serija ekshibicijskih i pripremnih utakmica prije početka regularne sezone (obično u veljači i ožujku). U ovom periodu su dopušteni novi igrači za popunu rostera i određene pozicije, te daje već postojećim igračima tima vrijeme za pripremu za natjecateljsko igranje.

### Regularna sezona
Regularna sezona traje od početka travnja do kraja kolovoza u kojoj svaki tim odigra 162 utakmice i to u seriji od najčešće 3 utakmice između protivnika (povremeno serije imaju i 2 ili 4 ili 5 utakmica). Serija za svaku momčad se organizira ili na domaćem stadionu ili u gostima kao turneja. Svaka momčad obično igra šest utakmica na tjedan i to pretežno u noćnim terminima, a ako se igra nedjeljom, utakmica je najčešće u poslijepodnevnom terminu. U svibnju i lipnju se igraju utakmice tzv. interleague play - regularnog dijela sezone u kojem igraju klubovi iz National protiv klubova iz American lige. U interleague play klubovi iz American League igraju 18 utakmica, a iz National League pet momčadi igra 18 utakmica, deset 15, a jedna momčad 12 utakmica. Ukupno u sezoni ima 252 interleague play utakmice.
U regularnoj sezoni se klubovi natječu za doigravanje. U svakoj ligi je četiri mjesta za doigravanje, i to tri za pobjednike divizija i za sljedeću momčad s najboljim učinkom.

### All Star Game
Kao u većini sjevernoameričkih profesionalnih liga, i u MLB-u također postoji tzv. All-Star Game između najboljih igrača American i National League, te se obično održava u srpnju. 

Utakmice i natjecanja u sklopu All-Stara su sljedeće:
- All-Star Game (od 1933.) - susret između najboljih igrača American i National lige koji su izabrani u posebnim glasovanjima navijača, igrača, voditelja All-Star momčadi te MLB Commissioner's Office
- Home Run Derby (od 1985.) - natjecanje između home-run udarača (hiters)
- All-Star Futures Game  (od 1999.) - utakmica između mladih pesperktivnih igrača iz SAD-a u jednoj i onih iz ostalih nacija u drugoj momčadi
- Taco Bell All-Star Legends and Celebrity Softball Game (od 2001.) - utakmica dviju momčadi sastavljene od bivših poznatih igrača kluba domaćina All-Stara i slavnih osoba iz područja glazbe, filma i televizije
- ESPY Awards

### Posezona
MLB za dio sezone nakon regularne, koja se u većini američkih liga naziva play off (doigravanje), koristi naziv post-season (posezona). U post-season ulazi ukupno osam momčadi i to četiri u svakoj ligi, i to tri pobjednika divizija i sljedeći po učinku u regularnoj sezoni (tzv. wild-card). 

Post-Season se sastoji od tri kruga:
- American League Divisional Series i National League Divisional Series - pobjednik je onaj koji pobijedi tri utakmice
- American League Championship Series i National League Championship Series - pobjednik je ona momčad koja dođe do četiri pobjede i ta momčad postaje prvak svoje lige i stječe pravo nastupa u World Series
- World Series - utakmica između prvaka American i National League, a pobjednik je ona momčad koja stigne do četiri pobjede

## Lige MLB-a
Major League Baseball (MLB) se trenotno sastoji od dvije lige:
- National League, (NL, National League of Professional Baseball Clubs), osnovana 1876. s ciljem da zamijeni dotadašnju National Association, s momčadima koje su bile smještene u gradovima Chicago, Philaldephia, Boston, Hartford, New York, St. Louis, Cincinnati i Louisville. Do kraja 19. stoljeća je liga imala uglavnom 12 momčadi, da bi od 1900. do 1961. imala 8 momčadi, te se potom počela širiti do današnjih 16 momčadi.
- American League (AL, American League of Professional Baseball Clubs) - nastala 1901. iz Western League lige nižeg ranga (minor), s osam momčadi smještenih u gradovima Baltimore, Boston, Chicago, Cleveland, Detroit, Milwaukee, Philaldephia i Washington. Od 1961. su dodavane nove momčadi, te ih je danas 14. Član American League je naipoznatiji i najuspješniji klub na svijetu - New York Yankees.

Uz National League i American League je u povijesti postojalo još nekoliko liga koje se smatraju kao major, te se njihove statistike i rekordi smatraju službenima. Te lige su:
- National Association (NA, National Association of Professional Base Ball Players), liga koja je trajala između 1871. i 1875. te se smatra prvom profesionalnom ligom. Njezini rekordi i statistike se uglavnom ne ubrajaju u službene statistike radi nedostatka organizacije, česte promjene klubova u ligi, nejednakog broja utakmica, pojedinih amaterskih i poluprofesionalnih momčadi. Ipak je ova liga važna zato što je iz nje nastala National League, a dvije momčadi iz te lige postoje i danas u National League - Atlanta Braves i Chicago Cubs
- American Association (AA), liga koja se igrala između 1882. i 1891. Prve sezone je igralo šest momčadi iz Pittsburgha, Cincinnatia, Philadelphije, Baltimorea, St. Louisa, i Louisvillea. U ligi je ukupno igralo 25 momčadi, a četiri postoje još i danas u National League - Pittsburgh Pirates, Cincinnati Reds, St. Louis Cardinals i Los Angeles Dodgers.
- Union Association (UA),  liga koja je igrana 1884. godine. Ligu je započelo osam momčadi, ali su tijekom sezone propala četiri tima, pa su u ligu ušla četiri nova, tako da je tu ligu ukupno igralo 12 klubova. Jedini prvak te lige je bila momčad St. Louis Maroons, koja je potom prešla u National League.
- Players League (PL, Players' National League of Professional Base Ball Clubs), igrana samo 1890. godine s osam momčadi, a prvak je postala momčad Boston Reds.
- Federal League (FL), igrana 1914. i 1915. Status major lige joj je naknadno priznat.

| Pregled major liga od 1871. |                                                          |
| 1871. – 1875.               | National Association                                     |
| 1876. – 1881.               | National League                                          |
| 1882. – 1883.               | American Association, National League                    |
| 1884.                       | American Association, National League, Union Association |
| 1885. – 1889.               | American Association, National League                    |
| 1890.                       | American Association, National League, Players League    |
| 1891.                       | American Association, National League                    |
| 1892. – 1900.               | National League                                          |
| 1901. – 1913.               | American League, National League                         |
| 1914. – 1915.               | American League, Federal League, National League         |
| 1916.-danas                 | American League, National League                         |

Također se kao major lige ponekad navode i:
- Continental League - liga koja je trebala biti pokrenuta 1960. godine, ali nikad nije igrana s momčadima smještenima u gradovima New York, Denver, Houston, Minneapolis-St. Paul, Toronto, Atlanta, Buffalo i Dallas/Fort Worth. Početkom 1960. su zainterensirani za Continental League sklopili sporazum s vodstvom MLB-a, odnosno American i National League, te su svi spomunuti gradovi osim Buffala proširenjem ili premještajem dobili svoj tim u American ili National ligi - Minneapolis-St. Paul - 1961. AL Minnesota Twins (bivši Washington Senators), Houston - 1962. NL Houston Colt.45s, New York - 1962. NL New York Mets, Atlanta - 1966. NL Atlanta Braves (bivši Milwaukee Braves), Dallas-Fort Worth-Arlington - 1972. AL Texas Rangers (bivši Washington Senators), Toronto - 1977. AL Toronto Blue Jays i [[Denver, Colorado|Denver - 1993. NL Colorado Rockies.
- Negro Leagues (Crnačke lige)  - lige u kojima su igrali igrači afro-američkog porijekla radi rasne segregacije u SAD-u do 1950-ih. Najpoznatije crnačke lige su bile:
  - Negro National League (1920.-1931.)
  - Eastern Colored League (1923.-1928.)
  - American Negro League (1929.)
  - East-West League (1932.)
  - Negro National League (1933.-1948.)
  - Negro American League (1937.-1960.)]]

## Momčadi MLB-a

### American League
| Divizija | Momčad                        | Grad, savezna država    | Stadion, kapacitet                      | 1. AL sezona | Osvojene AL | Osvojeni WS | Prijašnji nazivi |
| -------- | ----------------------------- | ----------------------- | --------------------------------------- | ------------ | ----------- | ----------- | --- |
| East     | Baltimore Orioles             | Baltimore, Maryland     | Oriole Park at Camden Yards, 48 876     | 1901.        | 7           | 3           | Milwaukee Brewers (1901.) St. Louis Browns (1902. – 1953.) Baltimore Orioles (1954.-)                                                       |
| East     | Boston Red Sox                | Boston, Massachusetts   | Fenway Park, 37 402                     | 1901.        | 13          | 8           | Boston Americans (1901. – 1907.), Boston Red Sox (1908.-)                                                                                   |
| East     | New York Yankees              | New York, New York      | Yankee Stadium, 50 086                  | 1901.        | 40          | 27          | Baltimore Orioles (1901. – 1902.) New York Highlanders (1903. – 1912.) New York Yankees (1913.-)                                            |
| East     | Tampa Bay Rays                | St. Petersburg, Florida | Tropicana Field, 42 735                 | 1998.        | 1           |             | Tampa Bay Devil Rays (1998. – 2007.) Tampa Bay Rays (2008.-)                                                                                |
| East     | Toronto Blue Jays             | Toronto, Ontario        | Rogers Centre, 45 539                   | 1977.        | 2           | 2           | |
| Central  | Chicago White Sox             | Chicago, Illinois       | U.S. Cellular Field, 47 098             | 1901.        | 7           | 3           | Chicago White Stockings (1901. – 1903.) Chicago White Sox (1904.-)                                                                          |
| Central  | Cleveland Indians             | Cleveland, Ohio         | Progressive Field, 45 199               | 1901.        | 5           | 2           | Cleveland Blues (1901.), Cleveland Bronchos (1902.) Cleveland Naps (1903. – 1914.), Cleveland Indians (1915.-)                              |
| Central  | Detroit Tigers                | Detroit, Michigan       | Comerica Park, 45 010                   | 1901.        | 11          | 4           | |
| Central  | Kansas City Royals            | Kansas City, Missouri   | Kauffman Stadium, 38 177                | 1969.        | 3           | 1           | |
| Central  | Minnesota Twins               | Minneapolis, Minnesota  | Target Field, 39 504                    | 1901.        | 6           | 3           | Washington Senators (1901. – 1960.) Minnesota Twins (1961.-)                                                                                |
| West     | Houston Astros ↓1             | Houston, Teksas         | Minute Maid Park, 40 950                | 2013.        |             |             | |
| West     | Los Angeles Angels of Anaheim | Anaheim, Kalifornija    | Angel Stadium of Anaheim, 45 050        | 1961.        | 1           | 1           | Los Angeles Angels (1961. – 1964.) California Angels (1965. – 1998.), Anaheim Angels (1997. – 2004.) Los Angeles Angels of Anaheim (2005.-) |
| West     | Oakland Athletics             | Oakland, Kalifornija    | Oakland-Alameda County Coliseum, 35 067 | 1901.        | 15          | 9           | Philadelphia Athletics (1901. – 1954.) Kansas City Athletics (1955. – 1967.) Oakland Athletics (1968.-)                                     |
| West     | Seattle Mariners              | Seattle, Washington     | Safeco Field, 41 116                    | 1977.        |             |             | |
| West     | Texas Rangers                 | Arlington, Teksas       | Rangers Ballpark in Arlington, 49 170   | 1961.        | 2           |             | Washington Senators (1961. – 1971.) Texas Rangers (1972.-)                                                                                  |

↑1  prethodno članovi National League

### National League
| Divizija | Momčad                 | Grad, savezna država             | Stadion, kapacitet               | 1. NL sezona | Osvojene NL | Osvojeni WS | Prijašnji nazivi |
| -------- | ---------------------- | -------------------------------- | -------------------------------- | ------------ | ----------- | ----------- | --- |
| East     | Atlanta Braves ↓2      | Atlanta, Georgia                 | Turner Field, 50 097             | 1876.        | 17          | 3           | Boston Red Caps (1876. – 1882.), Boston Beaneaters (1883. – 1906.), Boston Doves (1907. – 1910.), Boston Rustlers (1911.) Boston Braves (1912. – 1935., 1941. – 1952.), Boston Bees (1936. – 1940.) Milwaukee Braves (1953. – 1965.), Atlanta Braves (1966.-) |
| East     | Miami Marlins          | Miami, Florida                   | Marlins Park, 36 742             | 1993.        | 2           | 2           | Florida Marlins (1993. – 2011.) |
| East     | New York Mets          | New York                         | Citi Field, 41 800               | 1962.        | 4           | 2           | |
| East     | Philadelphia Phillies  | Philadephia, Pennsylvania        | Citizens Bank Park, 46 528       | 1883.        | 7           | 2           | Philadelphia Quakers (1883. – 1889.) Philadelphia Phillies (1890. – 1942., 1945.-) Philadephia Blue Jays (1943. – 1944.) |
| East     | Washington Nationals   | Washington, District of Columbia | Nationals Park, 41 888           | 1969.        |             |             | Montreal Expos (1969. – 2004.) Washington Nationals (2005.-) |
| Central  | Chicago Cubs ↓2        | Chicago, Illinois                | Wrigley Field, 42 157            | 1876.        | 16          | 2           | Chicago White Stockings (1876. – 1889.) Chicago Colts (1890. – 1897.) Chicago Orphans (1898. – 1902.), Chicago Cubs (1903.-) |
| Central  | Cincinnati Reds ↓3     | Cincinnati, Ohio                 | Great American Ball Park, 42 271 | 1890.        | 9           | 5           | Cincinnati Reds (1890. – 1952., 1959.-), Cincinnati Redlegs (1953. – 1958.) |
| Central  | Milwaukee Brewers ↓4   | Milwaukee, Wisconsin             | Miller Park, 41 900              | 1998.        |             |             | |
| Central  | Pittsburgh Pirates ↓3  | Pittsburgh, Pennsylvania         | PNC Park, 38 496                 | 1887.        | 9           | 5           | Pittsburg Alleghenies (1887. – 1890.), Pittsburgh Pirates (1891.-) |
| Central  | St. Louis Cardinals ↓3 | St. Louis, Missouri              | Busch Stadium, 43 975            | 1892.        | 19          | 11          | St. Louis Browns (1892. – 1898.), St. Louis Perfectos (1899.), St. Louis Cardinals (1900.-) |
| West     | Arizona Diamondbacks   | Phoenix, Arizona                 | Chase Field, 49 033              | 1998.        | 1           | 1           | |
| West     | Colorado Rockies       | Denver, Colorado                 | Coors Field, 50 445              | 1993.        | 1           |             | |
| West     | Los Angeles Dodgers ↓3 | Los Angeles, Kalifornija         | Dodger Stadium, 56 000           | 1890.        | 21          | 6           | Brooklyn Bridegrooms (1890. – 1898.) Brooklyn Superbas (1899. – 1910.), Brooklyn Dodgers (1911. – 1913., 1932-1957.), Brooklyn Robins (1914. – 1931.), Los Angeles Dodgers (1958.-)                                                                           |
| West     | San Diego Padres       | San Diego, Kalifornija           | Petco Park, 42 445               | 1969.        | 2           |             | |
| West     | San Francisco Giants   | San Francisco, Kalifornija       | AT&T Park, 41 915                | 1883.        | 23          | 8           | New York Gothams (1883. – 1884.), New York Giants (1885. – 1957.), San Francisco Giants (1958.-) |

↑2  prethodno članovi National Association 

↑3  prethodno članovi American Association 

↑4  prethodno članovi American League

## Poveznice
- American League
- World Series
- Popis momčadi MLB-a
- službene stranice  Arhivirana inačica izvorne stranice od 13. rujna 2014. (Wayback Machine)